# Parker (Teksas)
Parker – miasto w Stanach Zjednoczonych, w stanie Teksas, w hrabstwie Collin.